# Crotalaria ibityensis
Crotalaria ibityensis är en ärtväxtart som beskrevs av René Viguier och Jean-Henri Humbert. Crotalaria ibityensis ingår i släktet sunnhampor, och familjen ärtväxter. Inga underarter finns listade i Catalogue of Life.